# Pandarus sinuatus
Pandarus sinuatus är en kräftdjursart som beskrevs av Thomas Say 1817. Pandarus sinuatus ingår i släktet Pandarus och familjen Pandaridae. Inga underarter finns listade i Catalogue of Life.